# 盎格魯-撒克遜人
盎格魯-撒克遜人（英語：Anglo-Saxons），簡稱盎撒人，指的是一批在中世紀早期居住在英国英格蘭的文化族群，其起源可追溯到5世紀，是從歐洲大陸移民而來的定居者，屬於西日耳曼人的一支。於1453年百年戰爭結束時激發出民族主義，遂不斷與不列顛島上的其他民族融合，最終成為現代的英格蘭人。
盎格魯-撒克遜人是個統稱，通常用來形容公元5世紀初罗马不列颠崩溃到1066年諾曼征服英格蘭之間，从西北欧入侵并定居在大不列顛島東部和南部地区的一系列文化非常相近的西日耳曼民族。这些说着北海日耳曼语方言（盎格鲁-撒克逊语）的新移民在登陆后最终征服并取代了说海岛凯尔特语的布立吞原住民成为不列颠群岛的主体民族。
歷史學家比德認為盎格鲁-撒克逊人是日耳曼人中最強大的三個部族的后裔——来自日德蘭半島东南部（现今德国石勒苏益格-荷尔斯泰因北部）昂格尔恩半岛的盎格魯人（Angles）、來自北德低地老萨克森地区（现今德国下薩克森、威斯特法伦、荷尔斯泰因和萨克森-安哈尔特西部）的撒克遜人（Saxons）、以及来自弗里西亚和莱茵河三角洲附近的朱特人（Jutes）。英国现今的一些地名也顯示其他一些日耳曼民族曾經入侵不列颠，比如：弗里西人（Frisii）在弗蘭斯漢（Frensham）、弗瑞斯頓（Freston）和弗理斯頓（Friston）；弗拉芒人在佛蘭普頓（Flempton）和佛林比（Flimby）；士瓦本人在士瓦弗漢（Swaffham）；或許法蘭克人在法蘭克頓（Frankton）和法蘭克利（Frankley）。
在占领不列颠中南部后，盎格鲁-撒克逊人从6世纪开始建立起一系列王国，但随着时间推移一些小国被吞并，最终形成了七个王国鼎立的时期，史称七国时代。盎格鲁-撒克逊英格兰早期主要体现于麥西亞王國长达三个世纪的霸权，在奥法统治时期几乎统一了亨伯河口以南的所有领土，而且七王国先后皈依了基督教。但9世纪维京人入侵不列颠，征服了北方诸国并建立了丹麦法区，直到878年威塞克斯的阿尔弗雷德大帝（871年-886年在位）在爱丁顿战役中打败了维京异教徒大军，维京人的扩张停止。阿尔弗雷德之子长者爱德华继续对维京人用兵，在公元918年姐姐埃塞尔弗莱德死后从外甥女埃尔夫温手中夺取麦西亚的王国统治权，其子埃塞尔斯坦则于公元927年攻灭诺森布里亚王国，彻底统一各个盎格魯-撒克遜王國，建立英格蘭王國。
1002年，埃塞尔雷德二世下令屠杀境内的维京人，结果激怒丹麦兼挪威国王八字胡斯文，使其前后四次对英格兰用兵，最终1013年入主英格兰。1016年埃塞尔雷德之子埃德蒙二世死去，英格兰完全由斯文之子克努特的北海帝国统治。1042年克努特之子哈德克努特逝世，因其没有亲生继承人，由同母异父的哥哥——埃塞尔雷德之子忏悔者爱德华继位，爱德华随即结束了丹麦王朝统治并复辟了威塞克斯王朝。1066年爱德华逝世无后，由其内兄哈罗德二世继位，哈罗德的弟弟托斯蒂心存不满，于是怂恿挪威国王哈拉尔三世去争夺英格兰王位。挪威军队在英格兰北部登陆，但在斯坦福桥遇击，哈拉尔和托斯蒂双双阵亡。然而仅仅三天后，诺曼底公爵威廉乘机入侵英格兰南部，哈罗德被迫率领疲惫的部队回援，在两周后被诺曼人击败，哈罗德战死。威廉进入伦敦加冕为英格兰国王，开辟诺曼底王朝，盎格鲁-撒克逊人主导的统治也因此结束。
在《Exeter Book Riddle》中，这些谜语清楚地表明，土著不列颠人（Wealisc）和撒克逊人之间的相貌存在差异。
前者被描述为黝黑的（swouste）和深色头发（wonfeax）。在她的工作妇女在盎格鲁撒克逊英格兰（1984:25）克里斯汀E。费尔指出提到wealisc妇女通常是指奴隶，在埃克塞特书的谜语中，一个金发的盎格鲁-撒克逊贵族（hwitlocced）和一个黑发的威尔士人（wonfeax）之间存在种族区分奴隶”。根据Day(2001)“埃克塞特书中的深色特征是地位低下，尤其是对英国仆人来说。
Riddle 49和52都描述了黝黑/黑发的英国人，而Riddle 72则描述了一个下层阶级的“黑暗”威尔士牧民（swowtum hyrde）。对比鲜明的盎格鲁-撒克逊人被描述为金发（hwitlocced），其他地方则被描述为苍白（hwit），例如在Riddle 80中的撒克逊女性皇室被描述为金发。然而，盎格鲁-撒克逊日耳曼人只是少数较高的阶级，统治着大量的黑人原住民不列颠人。人们也知道，金发上层阶级意识到他们在外表上的区别，他们痛恨通过与较低的黑暗阶级通婚而失去了他们更漂亮的特征。塔珀（1910:170）指出，盎格鲁-撒克逊人“不喜欢黑发”，当盎格鲁-撒克逊人基督教化时，他们将夏娃描绘成金发（创世记B，第457行）。

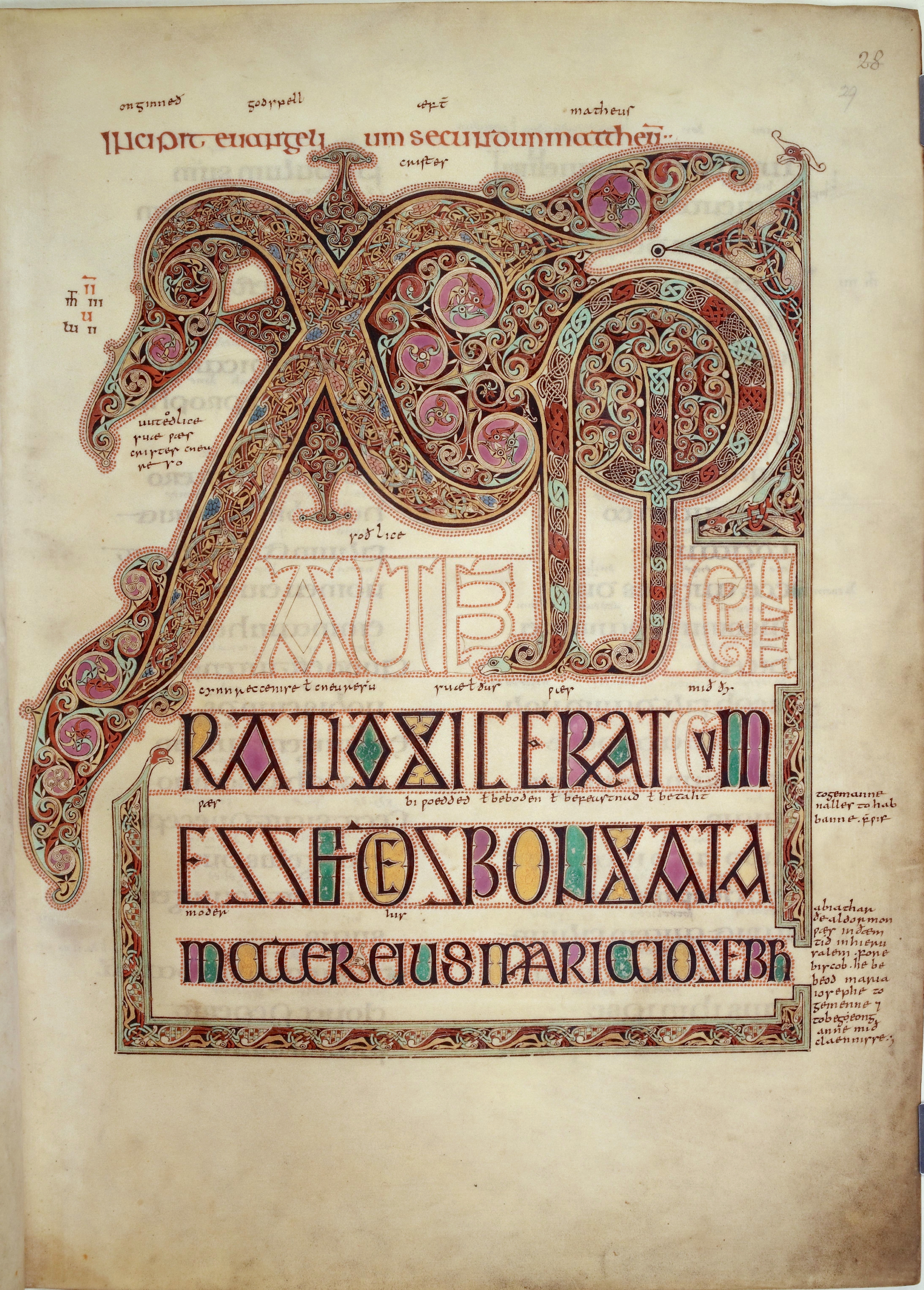
林迪斯法恩四福音書700页中的凱樂符號。这可能是林迪斯法恩的林迪斯法恩的埃德·弗里斯为了纪念卡斯伯特而创作的。

参考：Anglo-Saxons - Metapedia

## 語源
盎格魯-撒克遜一詞最初在8世紀被使用，是一個拉丁語詞彙，出自阿佛列大帝时代的紙本文件。文件中，他频繁使用“rex Anglorum Saxonum”或“rex Angul-Saxonum”，以區分“不列顛島上的日耳曼人”和“歐洲的薩克森日耳曼人、盎格利亞日耳曼人”。凱瑟琳·希爾斯在她的觀察中總結了許多現代學者的觀點，認為“盎格魯-撒克遜”這個詞彙更多的是人為創造的，用以表達不列顛島上特殊的政治、宗教和建築風格，這個詞在一開始並沒有現在的“人種”含義。
古英語詞彙ænglisc和Angelcynn（"Angle-kin", gens Anglorum）的意義已被證實與其專指盎格魯人而排除撒克遜人的原意不同，早期的紀錄顯示其指五世紀後遷徙至英格蘭的條頓民族。
八世纪初，畢德在他的《英吉利教會史》中提出:
- 多数英格蘭北部王国（東盎格利亞、麥西亞、諾森布里亞）的人是盎格鲁人，他们来自今石勒苏益格-荷尔斯泰因的 Angeln 半岛，因而得名。
- 艾塞克斯，薩西克斯和韋塞克斯的人是撒克遜人，他们来自（德国的）古撒克森尼地区。
- 肯特和南哈姆郡的人属于朱特人部落。

其他古代文人没有提供相关的区别。尽管与其他王国相比，肯特王国的风俗显著不同。西撒克遜的文人常称自己的国家是Angelcyn的一部分，而自己的语言是Englisc，而西撒克遜的王室们则宣称他们是北方伯尼西亞王国（Bernicia）的后裔。从另一方面看，畢德对盎格魯-撒克遜人的区分很有可能完全取自于像艾塞克斯（東撒克遜人）和东盎格利亚（東盎格魯人）这些地名。至少，畢德所设想的英格蘭人（gentis Anglorum and Anglorum populi）证实了盎格魯-撒克遜一词在公元八世纪时已经出现人们的口中了。
倫巴底史学家保罗执事写的欧洲大陆的文献中似乎首先用到「盎格里-撒克森尼」（Angli Saxones）一词，它比阿佛列大帝时代的拉丁文件早了近一百年。但是，既是如此，没人怀疑这个词是被用来指「欧陆的古薩克森人」而不是指「英格蘭的撒克遜人」。

### 現代含義
「Anglo-Saxon」在现今的学术界主要专指西日耳曼語支中移居不列颠群岛的一支，其语言被現今學者通常稱為古英語，在中世纪时期受诺曼语影响演化成中古英语。在19世紀"Anglo-Saxon"廣泛於語言學使用，現今仍未棄用。
如今「Anglo-Saxon」一词主要形容祖籍来自英格兰、母语为现代英语的欧裔白人群体，为英语国家的主体族群。
法國使用「Anglo-Saxon」代表英語圈，包括英國、美國，有時亦包括加拿大、澳洲、新西蘭及南非。廣義而言，是包括英語、文化、科技、資產、市場及經濟。

## 歷史

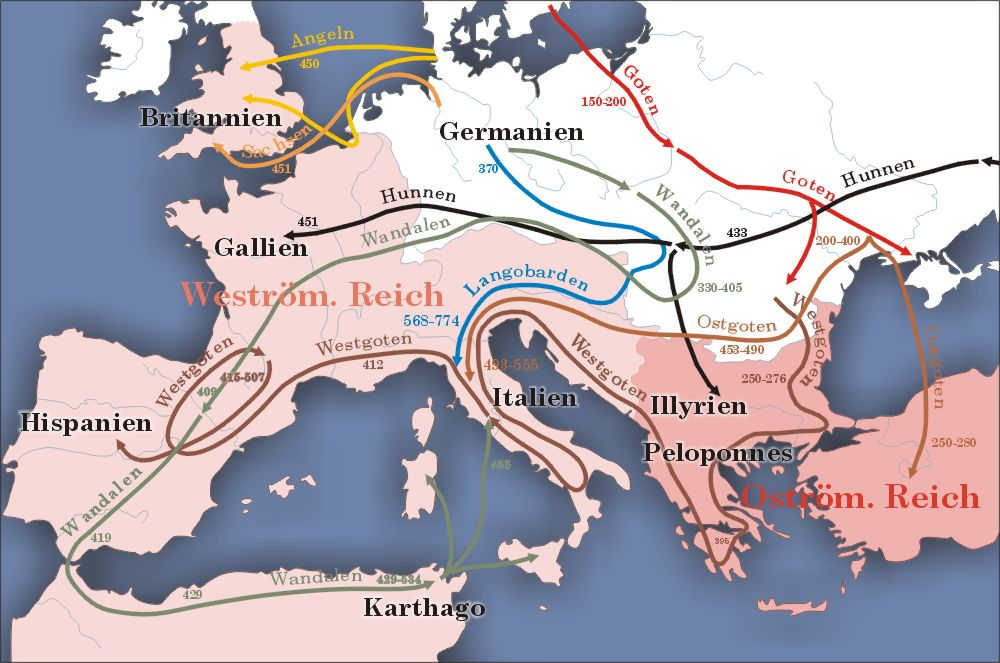
2世紀到5世紀遷徙簡圖

盎格魯-撒克遜英格蘭歷史從五世紀羅馬帝國統治結束和盎格魯-撒克遜眾王國的建立到1066年諾曼人征服為止，大體上涵蓋整個中世紀初期的英格蘭歷史。

### 起源（400-600年）
日耳曼人據信於五世紀從現今德國北部和斯堪地那維亞南部遷徙至不列顛（e.g. Undley bracteate）。根據畢德的《英格蘭教會及人民史》一書，遷入的人口傳統上分為盎格魯人、撒克遜人和朱特人，但是他們的組成並不十分明確，可能包含弗里斯兰人和法蘭克人。The Parker Library擁有包含可能是日耳曼部族遷移至不列顛的最早紀錄的《盎格魯-撒克遜編年史》。盎格魯人、撒克遜人和朱特人在150年希臘托勒密的《地理學指南》裡被紀錄為一個聯盟。

### 七大王國時期（600-800年）

主要的盎格魯-撒克遜王國，大約600年

盎格魯-撒克遜王國的基督教化從約西元600年開始，並實質上於八世紀中葉完成。整個七世紀到八世紀，較大的王國之間互相爭奪權力。根據畢德的紀錄，肯特王國的艾特爾伯特於六世紀末掌握統治權，但權力後北移至諾森布理亞。'麥西亞霸權'（Mercian Supremacy）於八世紀統治，但還是沒有延續下去。肯特國王艾特爾鮑爾德和麥西亞國王奧發兩位最強大的國王，達到最高統治地位。這個時期被形容為七國時代，但這名詞現今於學術上已不使用。這個詞彙建立在南不列顛主要七國－肯特（Kent）、薩西克斯（南撒克逊，Sussex）、韋塞克斯（西撒克逊，Wessex）、艾塞克斯（东撒克逊，Essex）、诺森布里亚（Northumbria）、东盎格利亚（East Anglia）和麥西亞（Mercia）的基礎上。越來越多的學術研究顯示其他幾個王國也在此時期佔有重要地位，包括：赫威賽、麥肯賽特、林賽和中盎格利亞。

### 维京入侵

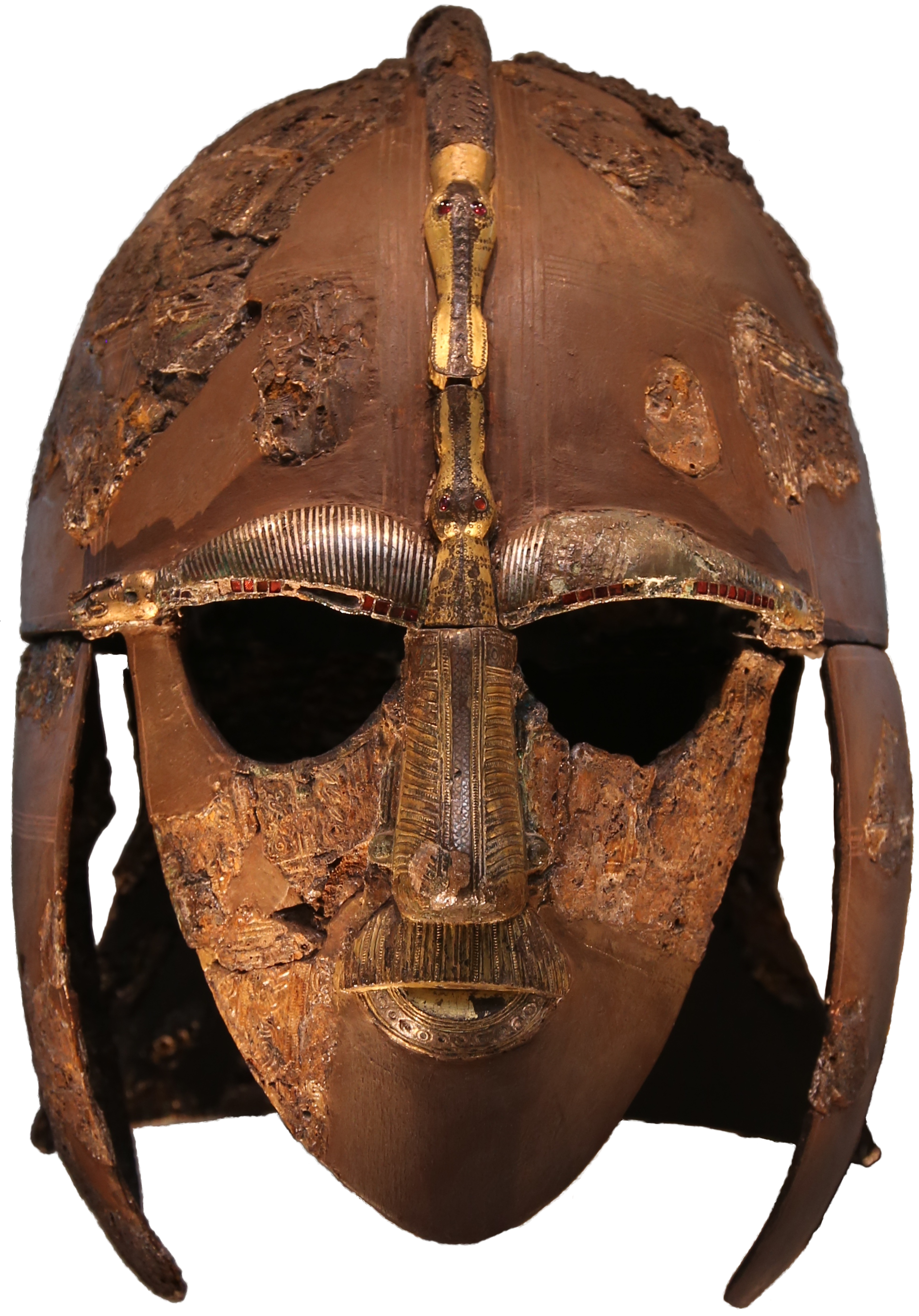
在薩頓胡發現的約625年的著名頭盔，可能屬於東盎格利亞的雷德沃爾德。在羅馬頭盔的設計基礎上（一個稱作「鋼箍盔」（spangenhelm）的普遍樣式）， 其上的裝飾類似在老奧普撒拉（Old Uppsala）發現的同時代蘇格蘭頭盔（大英博物館館藏）。

九世紀，維京人的侵擾成為一個重大的問題。在阿佛列大帝即位的871年之際，七王國僅有韋塞克斯維持獨立狀態，阿佛列大帝先於878年在埃丁頓大敗丹麥人，886年又攻下了倫敦，迫使入侵者與其簽訂和約，以徹斯特-倫敦為界，以東為丹麥治區，以西則屬英格蘭王國。在隨後的半世紀內，阿佛列大帝的後繼者不斷征戰，逐步收回失土，直到954年將丹麥治區完全收回。
九世紀的重大發展在於韋塞克斯王國的興起，在阿佛列統治的末期，他被南方其他王國推舉為最高君主。艾塞斯坦是第一位達成直接統治現今英格蘭地區的國王。
在十世紀末，斯堪地那維亞人重新對英格蘭產生興趣，丹麥的斯韋恩於1013年入侵英格蘭，當時的韋塞克斯王無準備的愛塞烈德無力抵抗，遂於1016年流亡諾曼第，留下其子剛猛的愛德蒙抵抗。雖然奮力抗戰，但當愛德蒙在1016年去世後，卡紐特大帝仍成為了英格蘭的統治者，且有不錯的治蹟。1035年卡紐特大帝去世後，其子Harold、Harthacunt相繼成為英格蘭的統治者，但他們的統治並不長久。1042年，流亡在諾曼地的懺悔者愛德華重回英格蘭，英格蘭王位又回到韋塞克斯王室之手。

## 文化

### 建築
早期不列顛的盎格魯-撒克遜建築一般而言頗為簡單，通常使用木材和茅草做為屋頂，以木頭製成的三角尖頂為主要特徵，地基並不牢固，但是因為英格蘭並無地震等自然災害，所以可以建得很高。盎格魯-撒克遜人通常不喜歡居住在古羅馬城市裡，也較少會使用使用公共浴場、辯論場等設施，他們更喜歡在其農耕中心旁建立一個個獨立的小城鎮，並在每個城鎮的中心都建立一個高聳的“市政廳”作為地標。
這一時期在英格蘭挖掘的數百個定居點中，只有十個使用了磚石材質，其餘全部為木製。即使是石製，也局限在缺乏森林的環境中，並且使用人數較少。木材在那個時代是一樣非常豐富的資源，幾乎每個盎格魯薩克遜家庭都有一名男子作為“樵夫”，甚至女子和兒童也能使用木材進行簡單的家具拼裝。在古盎格魯-撒克遜語中，“建築”一詞的本意既是木材。與同樣屬於西歐中世紀，但是位於法國和德國的加洛林王朝不同，晚期的盎格魯-撒克遜王室的大廳仍喜歡使用北歐日耳曼人風格的大廳裝飾，這是一種作做“Yeavering”的風格，並且以此為美，不屑去改變這種風格。儘管英格蘭國王可能因為防禦敵人的需要，而調集石頭資源在其宮殿週邊建造一圈高聳的圍墻。由此可知，盎格魯薩克遜人的審美偏好一定是有意識的，是他們根據自己的美學進行主動選擇，這也許是盎格魯-撒克遜皇室對原始日耳曼人認同的一種表達。
在當時的英格蘭，即使是精英階層也使用簡單的三角形建築，並且每個家庭都配有一個中央大壁爐，上面連接一個石頭做的管道，讓煙霧從中飄出；這種設計符合其它洲的人對西方國家建築的刻板印象。建築物的大小高低差異都非常巨大，大多數是方形或長方形的，但也發現了一些圓形房屋，最大的房子很少有超過一層和一個房間。這些建築物通常有下沉的地板，有一個淺坑，上面懸掛著木板地板，這種坑可能是用來儲藏食物、酒、或者武器的，在冬天也可轉換成地暖設備，用來燒稻草以保溫。在城鎮中發現了下沉式地板設計的一種變體，“地下室”可能深達 9 英尺，這表明在懸浮地板下方有一個儲藏室或工作區。另一種常見的設計是簡單的柱子框架，將沉重的柱子直接插入地面，支撐屋頂。柱子之間的空間用荊棘和塗抹物填充，或偶爾用木板填充。地板通常是用泥土填滿的，但有時也使用木板。屋頂材料多種多樣，最常見的是茅草，但也使用草皮甚至木瓦。

### 語言
盎格魯-撒克遜語，又稱古英語，是在阿佛列大帝統治之下通行的語言並延續形成英格蘭（非丹麥區）的通用語言，直到1066年諾曼征服後，受到諾曼統治階級的盎格魯-諾曼語影響，在1150年到1500年之間大致轉變為中古英語。
盎格魯-撒克遜語比起中古英語跟早期日耳曼語較為相近。它較不拉丁化，並且保有許多十二到十四世紀之間消失的時態特點（動詞和名詞變化）。今日最接近古英語的語言是在荷蘭和德國北部幾百萬人使用的弗里西语。
在口語“古英語”或拉丁語文化廣為傳播前，卢恩字母，稱作futhorc （又稱作futhark）被用來紀錄。當文明變得廣泛後，一種拉丁紀錄的形式和幾個futhork派生字母： 'ð、' 'Ƿ、'和'þ'開始被使用。
以下字母常用來編輯和印刷古英語文字：
- a æ b c d ð e f g h i l m n o p r s t þ u Ƿ(w) x y

和極少使用的j, k, q, v和z。

### 法律
極少的法典從盎格魯-撒克遜時期留下至今，其法律文化受羅馬法的影響頗大。這個法律文化除了諾曼征服之後的發展，盎格魯-撒克遜時期的發展對於瞭解同時代來說非常重要。

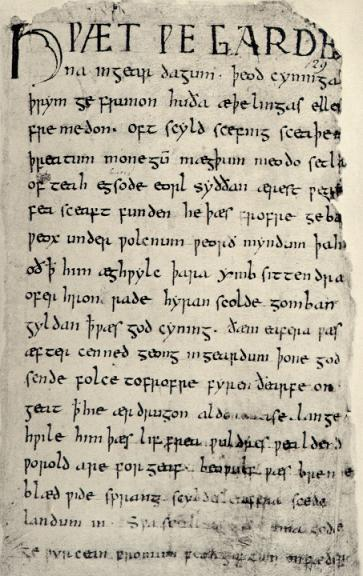
史詩貝奧武夫的第一頁

### 文學
盎格魯-撒克遜文學包含史詩、聖徒言行錄、訓誡、聖經的翻譯、法律文件、編年史、謎語等類型。目前大約有400本該時期留存至今的手抄本，這些手抄本對於研究以及建立盎格魯-撒克遜語料庫來說非常重要。
盎格魯-撒克遜時期最著名的作品當屬史詩《貝奧武夫》，其在不列顛有著民族史詩的地位。《盎格魯-撒克遜編年史》是對早期英格蘭歷史的重要整理。七世紀的《卡德蒙的讚美詩》（Cædmon's hymn）被認為是現今最古老的英語文字紀錄。

## 文献

### 引用來源
1. ↑  .   [2008-01-27]. （原始内容存档于2010-01-19）.
2. ↑  .   [2008-01-27]. （原始内容存档于2007-12-28）.
3. ↑  Higham & Ryan 2013:7"The Anglo-Saxon World"
4. ↑  Hills, Catherine. Origins of the English. Duckworth Pub, 2003. p. 21
5. ↑  .   [2008-01-28]. （原始内容存档于2007-12-09）.

### 名詞註解
1. ↑  Throughout this article Anglo-Saxon is used for Saxon, Angles, Jute, or Frisian unless it is specific to a point being made; "Anglo-Saxon" is used when specifically the culture is meant rather than any ethnicity. However, all these terms are interchangeably used by scholars.